# David Nolan
David Fraser Nolan (23 de noviembre de 1943 – 21 de noviembre de 2010) fue un politólogo, político y activista libertario estadounidense. Conocido por ser uno de los fundadores del Partido Libertario de los Estados Unidos en 1971, posteriormente cumplió una serie de funciones en el partido, entre ellas Presidente Nacional, editor del boletín del partido, presidente del Comité de Estatutos, presidente del Comité Judicial, y el presidente del Comité de Plataforma. 
También es conocido como el inventor del gráfico de Nolan, que trata de mejorar la taxonomía política simple de izquierda/derecha, separando las cuestiones de la libertad económica y de la libertad social y presentándolas en el formato de un plano. Espiritualmente, Nolan era de credo unitario.

## Biografía
Nolan nació el 23 de noviembre de 1943, en Washington D. C., y creció en Maryland. Durante la escuela secundaria, leyó ciencia ficción y se convirtió en un fan de Robert Heinlein, al igual que leyó las obras de Ayn Rand. Se matriculó en el MIT, donde se graduó con un B.S. en ciencias políticas en 1966. Nolan en 1971 era un miembro de la facción más liberal de Young Americans for Freedom, una organización conservadora, cuando ante el intervencionismo del presidente Richard Nixon apoyado por esa organización, decidió fundar el "Comité para Formar un Partido Libertario" en julio de 1971 en su residencia de Boulder, Colorado, constituido por 8 personas. Al proyecto se unió la Sociedad para la Libertad Individual formada por disidentes de Young Americans for Freedom, y organizaciones libertarias de todo el país. Oficialmente el Partido Libertario se fundó en diciembre de 1971.
En tiempos más recientes se postuló sin éxito como libertario para el Congreso por Arizona en 2006 y recibió el 1,9% de los votos. También se postuló como candidato libertario en las elecciones de 2010 al Senado de EE. UU. por Arizona, y recibió el 4,7% de los votos. Nolan también mostró su apoyo a las iniciativas Free State Project y Advocates for Self-Government.
David Nolan falleció repentinamente en Tucson, Arizona el 21 de noviembre de 2010.